# 루이스 구스만
루이스 구스만(스페인어: Luis Guzmán, 1956년 8월 28일 ~ )은 푸에르토리코의 배우이다.

## 출연 작품
- 본 콜렉터 (1999)
- 펀치 드렁크 러브 (2002)
- 집행자 (2002)
- 워 (2007)
- 잃어버린 세계를 찾아서 2: 신비의 섬 (2008 )- 가바토 역
- 그는 당신에게 반하지 않았다 (2009)
- 벨빌 캅 (2018, Le Flic de Belleville)
- 영지의 귀부인 (2021) - 바텐더 역
- 내 성인식에 절대 오지 마! (2023) - 일라이 캐츠 역